# Darius Staliūnas
Darius Staliūnas (ur. 26 lutego 1970 w Poniewieżu) – litewski historyk i wykładowca, wicedyrektor Litewskiego Instytutu Historycznego w Wilnie. 
W 1993 ukończył studia na Wydziale Historii Uniwersytetu Wileńskiego. W latach 1994–97 kształcił się na studiach doktoranckich w Uniwersytecie Witolda Wielkiego i w Litewskim Instytucie Historycznym. W 1997 obronił doktorat na temat relacji między władzami carskimi, społeczeństwem a nauką na terenie b. Wielkiego Księstwa Litewskiego od połowy XIX do początków XX wieku. 
Od maja 1998 zatrudniony w Litewskim Instytucie Historycznym jako współpracownik naukowy. Od listopada 2000 pełni funkcję wicedyrektora Instytutu ds. stosunków z zagranicą. 
Zajmuje się głównie rosyjską polityką narodowościową na terenie Kraju Północno-Zachodniego oraz procesami socjokulturalnymi i politycznymi w XIX-wiecznej Litwie.